# Дан европског Амазона
Дан еврпског Амазона је манифестација која се сваке године 14. јуна организује у знак сећања на др Мартина Шнајдера-Јакобија (1956-2012), једног од првих утемељивача идеје о прекограничном резервату биосфере уздуж Муре, Драве и Дунава. Mанифестацију од 2013. године организује Светска фондација за природу (WWF), у сарадњи са партнерима. Србија се придружила овој манифестацији 2015.
Организатори у Србији су, поред WWF-а, Удружење грађана „Подунав”, Покрајински завод за заштиту природе и друге организације.

## О манифестацији
Дан „европског Амазона” обележава се од 2013. године, а сам датум, 14. јул изабран је у спомен на др Мартина Шнајдер-Јакобија из организације Еуронатур, зачетника идеје о прекограничном резервату биосфере, који је рођен на овај дан. Обележава низом едукативних и спортских активности.
У Србији је Дан прекограничног УНЕСКО резервата биосфере Мура-Драв-Дунав први пут обележен у Сомбору, на јавном купалишту Штранд, 2014. године. Поред других активности изведен је тачно у 15 часова и „Велики скок” (енг. Big jump), манифестације која је део европске кампање за чисте реке, а која се одржава широм Европе. „Велики скок” је чин којим неколико хиљада људи широм будућег УНЕСКО Прекограничног резервата, истовременим скоком у реку, показује значај чистих река и здравих речних екосистема. Године 2019. Дан „европског Амазона” обележен је у Специјалном резервату природе Горње Подунавље.

## Резерват биосфере Мура-Драва-Дунав
Резерват биосфере Мура-Драва-Дунав је будући УНЕСКО прекогранични резерват природе, познат као „европски Амазон”. На овом подручју реке Мура, Драва и Дунав формирају 700 километара дуг зелени појас који ће се састојати од 13 заштићених подручја која повезују скоро милион хектара једног од најважнијих речних система у Европи. Резерватом ће заједно управљати државе Србија, Мађарска, Хрватска, Словенија и Аустрија. Постаће прво заштићено подручје у свету које обувата пет земаља и највеће у Европи.
Србија је своју номинацију предала у септембру 2013. Једно од ових тринаест заштићених подручја је Специјални резерват природе Горње Подунавље, а номинацијом су обухваћени и Парк природе Тиквара и Специјални резерват природе Карађорђево.